# Acalypha pilocardia
Acalypha pilocardia är en törelväxtart som beskrevs av Alexander Gilli. Acalypha pilocardia ingår i släktet akalyfor, och familjen törelväxter. Inga underarter finns listade i Catalogue of Life.